# Simane prefektúra
Simane prefektúra (島根県; Hepburn: Shimane-ken) Japán egyik prefektúrája, mely a Honsú főszigeten, Csúgoku régióban található. Fővárosa Macue. Simane a második leggyérebben lakott prefektúra, a keleti szomszédja, Tottori után. A prefektúra kelet–nyugati irányban nagyobb kiterjedésű, délen a Csúgoku hegységgel, északon a Japán-tengerrel néz szembe. A prefektúra három része az Izumo-régió keleten, Ivami-régió nyugaton és az Oki-régió, mely egy kisebb szigetcsoport az északi parttól nem messze.  A legtöbb város a Japán-tenger partján fekszik. Az Izumo-taisa Izumo városában az egyik legrégebbi sintó szentély.
Az Oki szigetek is része a Simane prefektúrának, amely azt állítja, hogy a fennhatósága alá tartozik, a jelenleg Dél-Korea által ellenőrzött sziget a Liancourt-sziklák (koreai: Tokto (獨島), japán: Takesima (竹島)).

## Történelem

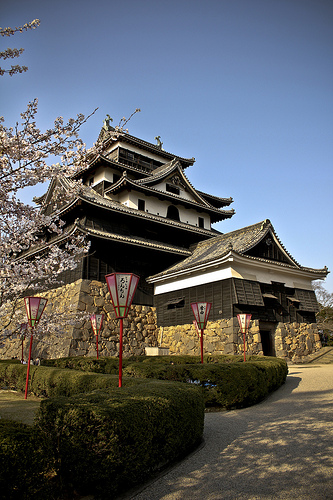
A Macuei várkastély

### Korai történelem
Simane történelme a japán mitológiával kezdődik. Úgy hitték, hogy Ókuninusi sintó isten Izumo városában élt. Tiszteletére emelték a településen az Izumo-szentélyt. Abban az időben, a jelenlegi Simane prefektúra három részre volt osztva: Ivami, Izumo és Oki. Ez a felosztás a hanrendszer 1871-es elörlésésig tartott. A Nara-korban Kakinomoto no Hitomaro lett kinevezve királyi kormányzónak.
Később a Kamakura-korban Kamakura-bakufu száműzetésbe küldte Gotóba és Godaigo császárt Oki szigetére. Godaigo később megszökött a száműzetésből és támogatókat gyűjtött a sógunátus ellen - amely sikerrel járt.

### Középkor
A Muromacsi-kor alatt Izumo és Oki területeket a Kjógoku-család kormányozta. Azonban az Ónin-háború után az Amago-család megerősítette hatalmát a Gasszantoda kastély környékén, a Maszuda-család pedig uralma alá hajtotta az Ivami tartományt. A Ivami Ginzan ezüstbánya az Amago és Maszuda klán területe között található, emiatt számos összecsapás zajlott le. Azonban 1566-ban Mori Motonari meghódította Izumót, Ivamit és Okit is. A harmincéves Mori uralom után, 1600-ban Horio Yoshiharu belépett Izumo és Oki területére, mely a szekigaharai csatát eredményezte, melyet Mori elveszített. A változást követően Horio úgy döntött, hogy ahelyett, hogy Gasszantoda várába költözne, felépítteti a Macuei várkastélyt, mely Horio halála után nem sokkal el is készült. Később 1638-ban Tokugava Iejaszu unokája, Macudaira Naomasza lett az uralkodó, mivel a Horio klánnak nem volt örököse, így Tokugava családja uralkodott a hanrendszer eltörléséig.
Az Ivami terület három régióból állt: bányászati kerület, a sógunátus közvetlen felügyelete alatt, a Hamada klán régió, valamint a Cuvano klán régióban. Az Ivami Ginzan ezüstbánya most egy az UNESCO által a Világörökség részének nyilvánított terület, mely az ország egyik legnagyobb ezüstbányája volt a 17. század elején. A Hamada klán a sógunátus oldalán állt a Meidzsi-restauráció alatt. A Cuvano klán annak ellenére, hogy a Macudaira hatalma alatt állt a császár oldalán foglalt helyet a restaurációban.

### Modern kor
1871-ben a hanrendszer megszüntetése a régi Simane és Hamada tartományok területén folyt, mely a jelenlegi Simane prefektúra. Később abban az évben Oki beolvadt Tottoriba. 1876-ban Hamada prefektúra egyesült Simane prefektúrával. Azonban öt évvel később, 1881-ben a Tottori prefektúra jelenlegi területei leváltak, ezzel létrehozva a mai határokat.

## Földrajz
Simane Prefektúra a Csúgoku régióban helyezkedik el a Japán-tenger felőli oldalon. A terület hegyvidékes jellege miatt a rizstermesztés leginkább csak az Izumo-síkságon lehetséges. Egy másik jelentős geomorfológiai képződmény a Simane-félsziget. A félsziget a Japán-tengert szeli át Izumótól Szakaiminatóig, mely már a Tottori prefektúra része. Továbbá a félsziget kettő tengervizes tavat hozott létre: Sindzsi-tó és Nakaumi-tó. A Daikon-sziget a Nakaumi-tavon található. A fő sziget - Honsútól különálló Oki sziget is a Simane prefektúrába tartozik. A sziget maga a Daiszen–Oki Nemzeti Park. Valamint Simane harcol a fennhatóság jogáért Dél-Koreával a Liancourt-sziklákért.
2012. április 1-jén a prefektúra területének 6%-a fel lett véve Japán nemzeti parkjai közé, nevezetesen a Daiszen–Oki Nemzeti Park; a Hiba–Dógo–Taisaku, Nisi–Csúgoku Szancsi valamint tizenegy tartományi természeti park.
A legtöbb nagyobb város a tengerparton vagy folyó mellett található.

### városok

Simane prefektúra térképe

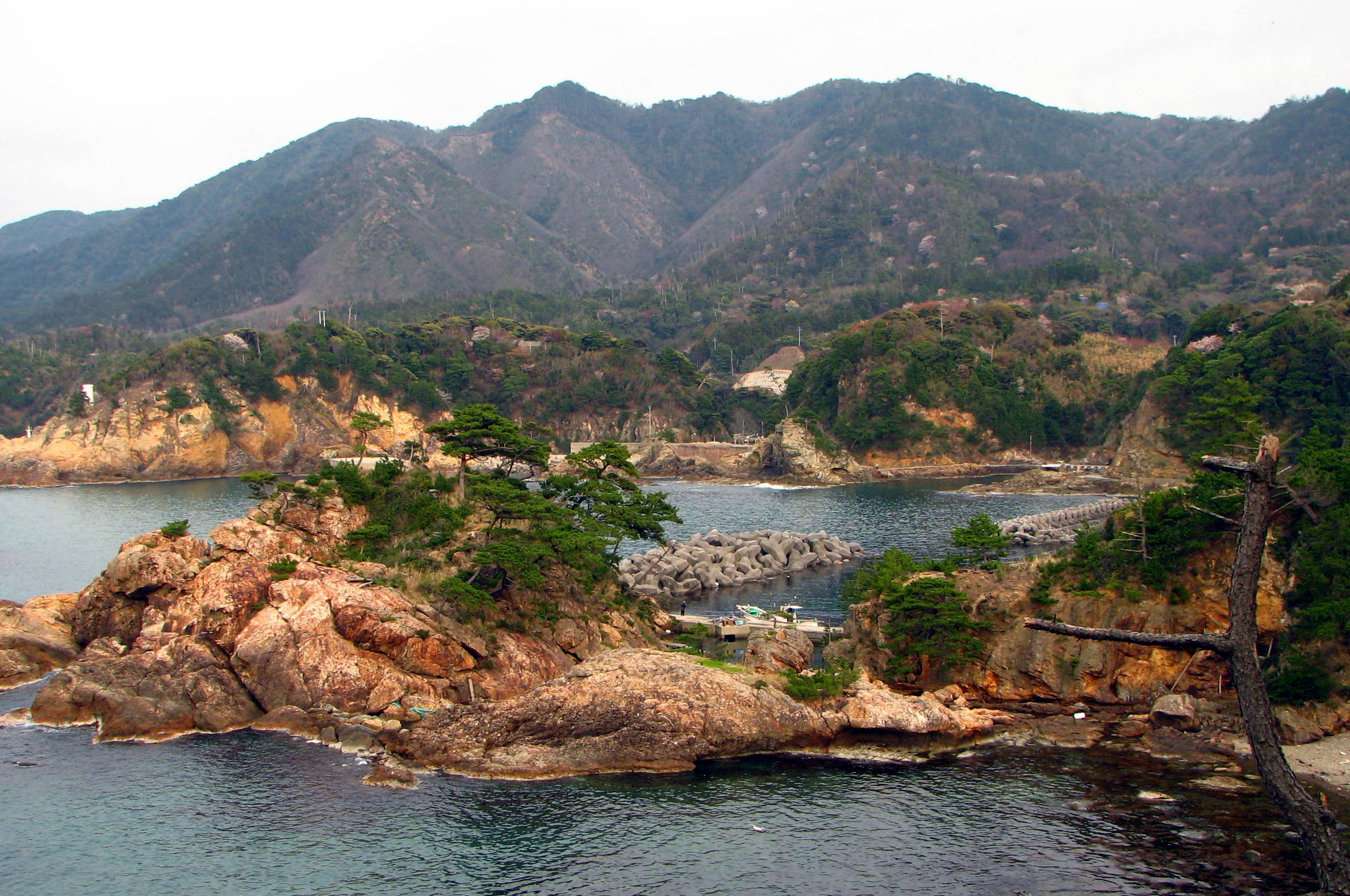
Hinomiszaki Izumo közelében

Nyolc város található Simane prefektúrában, a legnagyobb Macue, annak székhelye, a legkisebb pedig Gócu. Maszuda, Unnan, Jaszugi és Gócu városoknak volt egy kis népességnövekedése a 2000-es évek elején, amikor újabb területeket kapcsoltak hozzájuk.

### Falvak és városok
A városi lakosság aránya jelentősen megnőtt az utóbbi időkben, mivel sok falut teljes egészében egy közeli városhoz csatoltak. Ez a tartomány lakosságának kétharmadát érinti.

### Egyesülések
| 1976 Április | 1976 Április                | 2011 Január                  | 2012 Január                 |                                                                 |
| ------------ | --------------------------- | ---------------------------- | --------------------------- | --------------------------------------------------------------- |
| Izumo régió  | Macue város (régi rendszer) | Macue város (régi rendszer)  | Matsue város (új rendszer)  | Macue város (2011 Augusztus 1 - egyesülés Higasiizumo várossal) |
| Izumo régió  | Jacuka körzet               | Kashima város                | Matsue város (új rendszer)  | Macue város (2011 Augusztus 1 - egyesülés Higasiizumo várossal) |
| Izumo régió  | Jacuka körzet               | Simane város                 | Matsue város (új rendszer)  | Macue város (2011 Augusztus 1 - egyesülés Higasiizumo várossal) |
| Izumo régió  | Jacuka körzet               | Mihonoszeki város            | Matsue város (új rendszer)  | Macue város (2011 Augusztus 1 - egyesülés Higasiizumo várossal) |
| Izumo régió  | Jacuka körzet               | Jakumo falu                  | Matsue város (új rendszer)  | Macue város (2011 Augusztus 1 - egyesülés Higasiizumo várossal) |
| Izumo régió  | Jacuka körzet               | Tamaju falu                  | Matsue város (új rendszer)  | Macue város (2011 Augusztus 1 - egyesülés Higasiizumo várossal) |
| Izumo régió  | Jacuka körzet               | Sindzsi város                | Matsue város (új rendszer)  | Macue város (2011 Augusztus 1 - egyesülés Higasiizumo várossal) |
| Izumo régió  | Jacuka körzet               | Jacuka város                 | Matsue város (új rendszer)  | Macue város (2011 Augusztus 1 - egyesülés Higasiizumo várossal) |
| Izumo régió  | Jacuka körzet               | Higasiizumo város            |                             | Macue város (2011 Augusztus 1 - egyesülés Higasiizumo várossal) |
| Izumo régió  | Jaszugi város (új rendszer) | Jaszugi város (új rendszer)  | Yasugi város (új rendszer)  | Jaszugi város                                                   |
| Izumo régió  | Nogi körzet                 | Hirosze város                | Yasugi város (új rendszer)  | Jaszugi város                                                   |
| Izumo régió  | Nogi körzet                 | Hakuta város                 | Yasugi város (új rendszer)  | Jaszugi város                                                   |
| Izumo régió  | Nita körzet                 | Jokota város                 | Okuizumo város              | Okuizumo város                                                  |
| Izumo régió  | Nita körzet                 | Nita város                   | Okuizumo város              | Okuizumo város                                                  |
| Izumo régió  | Izumo város (új rendszer)   | Izumo város (új rendszer)    | Izumo város (új rendszer)   | Izumo város (2011. október 1., egyesülés Hikava várossal)       |
| Izumo régió  | Hirata város                |                              | Izumo város (új rendszer)   | Izumo város (2011. október 1., egyesülés Hikava várossal)       |
| Izumo régió  | Hikava körzet               | Taisa város                  | Izumo város (új rendszer)   | Izumo város (2011. október 1., egyesülés Hikava várossal)       |
| Izumo régió  | Hikava körzet               | Korjo város                  | Izumo város (új rendszer)   | Izumo város (2011. október 1., egyesülés Hikava várossal)       |
| Izumo régió  | Hikava körzet               | Taki város                   | Izumo város (új rendszer)   | Izumo város (2011. október 1., egyesülés Hikava várossal)       |
| Izumo régió  | Hikava körzet               | Szada város                  | Izumo város (új rendszer)   | Izumo város (2011. október 1., egyesülés Hikava várossal)       |
| Izumo régió  | Hikava körzet               | Hikava város                 |                             | Izumo város (2011. október 1., egyesülés Hikava várossal)       |
| Izumo régió  | Óhara körzet                | Daitó város                  | Unnan város                 | Unnan város                                                     |
| Izumo régió  | Óhara körzet                | Kamo város                   | Unnan város                 | Unnan város                                                     |
| Izumo régió  | Óhara körzet                | Kiszuki város                | Unnan város                 | Unnan város                                                     |
| Izumo régió  | Iisi körzet                 | Mitoja város                 | Unnan város                 | Unnan város                                                     |
| Izumo régió  | Iisi körzet                 | Kakeja város                 | Unnan város                 | Unnan város                                                     |
| Izumo régió  | Iisi körzet                 | Josida város                 | Unnan város                 | Unnan város                                                     |
| Izumo régió  | Iisi körzet                 | Tonbara város                | Iinan város                 | Iinan város                                                     |
| Izumo régió  | Iisi körzet                 | Akagi város                  | Iinan város                 | Iinan város                                                     |
| Ivami régió  | Óda város (régi rendszer)   | Óda város (régi rendszer)    | Ōda város (új rendszer)     | Óda város                                                       |
| Ivami régió  | Nima Körzet                 | Junocu város                 | Ōda város (új rendszer)     | Óda város                                                       |
| Ivami régió  | Nima Körzet                 | Nima város                   | Ōda város (új rendszer)     | Óda város                                                       |
| Ivami régió  | Gócu város (új rendszer)    | Gócu város (új rendszer)     | Gócu város (új rendszer)    | Gócu város                                                      |
| Ivami régió  | Ócsi körzet                 | Szakurae város               | Gócu város (új rendszer)    | Gócu város                                                      |
| Ivami régió  | Ócsi körzet                 | Ócsi város                   | Miszato város               | Miszato város                                                   |
| Ivami régió  | Ócsi körzet                 | Daiva falu                   | Miszato város               | Miszato város                                                   |
| Ivami régió  | Ócsi körzet                 | Ivami város                  | Ónan város                  | Ónan város                                                      |
| Ivami régió  | Ócsi körzet                 | Mizuho város                 | Ónan város                  | Ónan város                                                      |
| Ivami régió  | Ócsi körzet                 | Haszumi falu                 | Ónan város                  | Ónan város                                                      |
| Ivami régió  | Ócsi körzet                 | Kavamoto város               |                             |                                                                 |
| Ivami régió  | Hamada város (új rendszer)  | Hamada város (új rendszer)   | Hamada város (új rendszer)  | Hamada város                                                    |
| Ivami régió  | Naka körzet                 | Aszahi város                 | Hamada város (új rendszer)  | Hamada város                                                    |
| Ivami régió  | Naka körzet                 | Kanagi város                 | Hamada város (új rendszer)  | Hamada város                                                    |
| Ivami régió  | Naka körzet                 | Miszumi város                | Hamada város (új rendszer)  | Hamada város                                                    |
| Ivami régió  | Naka körzet                 | Jaszaka falu                 | Hamada város (új rendszer)  | Hamada város                                                    |
| Ivami régió  | Maszuda város (új rendszer) | Maszuda város (új rendszer)  | Maszuda város (új rendszer) | Maszuda város                                                   |
| Ivami régió  | Mino körzet                 | Mito város                   | Maszuda város (új rendszer) | Maszuda város                                                   |
| Ivami régió  | Mino körzet                 | Hikimi város                 | Maszuda város (új rendszer) | Maszuda város                                                   |
| Ivami régió  | Kanoasi körzet              | Cuvano város (régi rendszer) | Cuvano város (új rendszer)  | Cuvano város                                                    |
| Ivami régió  | Kanoasi körzet              | Nicsihara város              | Cuvano város (új rendszer)  | Cuvano város                                                    |
| Ivami régió  | Kanoasi körzet              | Muikaicsi város              | Josika város                | Josika város                                                    |
| Ivami régió  | Kanoasi körzet              | Kakinoki falu                | Josika város                | Josika város                                                    |
| Oki régió    | Oki körzet                  | Saigō város                  | Okinosima város             | Okinosima város                                                 |
| Oki régió    | Oki körzet                  | Fusze falu                   | Okinosima város             | Okinosima város                                                 |
| Oki régió    | Oki körzet                  | Goka falu                    | Okinosima város             | Okinosima város                                                 |
| Oki régió    | Oki körzet                  | Cuma falu                    | Okinosima város             | Okinosima város                                                 |
| Oki régió    | Oki körzet                  | Nisinosima város             |                             |                                                                 |
| Oki régió    | Oki körzet                  | Ama város                    |                             |                                                                 |
| Oki régió    | Oki körzet                  | Csibu falu                   |                             |                                                                 |

## Éghajlat
A prefektúra szubtrópusi éghajlatú. A tél felhős kevés hóval, a nyár párás. Az évi középhőmérséklet 14,6 C°. Az eső közel mindennapos, de a kifejezetten esős évszak júniustól július közepéig tart. A legmagasabb havi középhőmérsékletet augusztusban mérték, ez 26,3 C°. Az átlagos éves csapadékmennyiség 1799 milliméter, magasabb, mint Tokióban (1467 mm) és Obihiróban (920 mm).